# Theodor Schneider
Pour les articles homonymes, voir Schneider.
Theodor Schneider (1911-1988) est un mathématicien allemand, surtout connu pour avoir démontré, en même temps qu'Alexandre Gelfond, le théorème qui porte désormais leurs noms.

## Biographie
De 1929 à 1934, Schneider a été étudiant à Francfort ; dans sa thèse, dirigée par Carl Ludwig Siegel, il a résolu le septième problème de Hilbert, nommé depuis lors théorème de Gelfond-Schneider. En 1935, il fut vacataire à l'université de Francfort, mais son habilitation lui fut refusée (en effet, il était devenu membre des S. A. pour accéder à un poste à l'université, mais n'assistait pas aux réunions politiques prescrites). Il fut ensuite assistant de Siegel à l'université de Göttingen, où il fut habilité en 1939 et resta jusqu'en 1953 (hormis une interruption pour service militaire en 1940-1945, dans le service météorologique, et une année comme professeur remplaçant à l'université de Münster, en 1947-48), puis professeur à Erlangen (1953-59) et enfin, jusqu'à sa retraite, à Fribourg (1959-76). Pendant cette dernière période, il fut aussi directeur de l'Institut de recherches mathématiques d'Oberwolfach (1959-63). En 1970, il devint membre correspondant de l'Académie des sciences de Göttingen.

## Sélection de publications
- (de) Einführung in die transzendenten Zahlen, Springer, 1957 (lire en ligne) — Introduction aux nombres transcendants, Gauthier-Villars, 1959
- (de) « Ein Satz über ganzwertige Funktionen als Prinzip für Transzendenzbeweise », Math. Ann., vol. 121, no 1,‎ 1949, p. 131-140 (lire en ligne)
- (de) « Transzendenzuntersuchungen periodischer Funktionen », J. reine angew. Math., vol. 172,‎ 1934, p. 65-69 et 70-74